# 구리마촌
구리마촌(栗真村)은 일본 미에현 가와게군에 설치되었던 촌이다. 현재의 쓰시의 일부에 해당한다.